# Fexofenadina
Fexofenadina é um medicamento anti-histamínico usado no tratamento da rinite alérgica e sintomas alérgicos similares como a urticária idiopática crônica. Foi desenvolvido como sucessor e alternativa para a terfenadina, um anti-histamínico com potenciais de contra indicações sérias. A fexofenadina, assim como outros anti-histamínicos de segunda e terceira geração, não atravessa a barreira hemato-encefálica, portanto, causa menos sonolência que os antagonistas dos receptores H1 histaminérgicos de primeira geração. Sua ação se dá pelo antagonismo dos receptores H1 da histamina.
A Fexofenadina já foi descrita tanto como de segunda geração, quanto de terceira geração.

## Efeitos adversos comuns
- Náusea
- Vertigem
- Vômitos
- Fraqueza
- Sonolência
- Fadiga
- Diarreia

## Sobredose
Relatos de sobredoses de fexofenadina são infrequentes, e devido a isso, os efeitos não são bem estabelecidos. Não houve ocorrência de mortes nos testes com camundongos, com doses de até 5000 mg/kg, a qual é 110 vezes maior da recomendada para humanos. Outras pesquisas não evidenciam morte em ratos na mesma concentração, o que equivale a 400 vezes o recomendado para humanos adultos. Pesquisas em humanos varia de uma dose única de 800 mg, duas doses de 690 mg por um mês, sem efeitos adversos clínicos significantes, quando comparado ao placebo.

## Síntese
A fexofenadina pode ser sintetizada a partir do éster piperidina-4-carboxilato e 4-bromofenilacetonitrila.
Para produzir a parte piperidínica, dois grupos fenil são introduzidos usando a reação de Grignard no éster, produzindo um álcool terciário. O grupo amina é então alquilado com a proteção do grupo aldeído, em seguida, o aldeído é recuperado com a desproteção com ácido. A parte restante da molécula é obtida através de dupla alquilação por iodometano no carbânion derivado da nitrila. O grupo nitrila é então hidrolisado a ácido carboxílico. O brometo de aril é então litiado produzindo um composto organolítio, que pode ser conjugado com um aldeído para assim formar a fexofenadina.